# سوق المستقلين
أسواق المستقلين Freelance Marketplace أو (أسواق التعهيد الجماعي أو الاستعانة بمصادر خارجية )Marketplace Crowed-sourcing هي المواقع التي تجمع المشترين مع البائعين لخدمات مقدمة عن طريق الإنترنت. يقوم فيها مزود الخدمة أو البائع، بإنشاء ملف تعريف حيث يتضمن وصفا للخدمات التي يقدمها و أمثلة من الأعمال السابقة أو نماذج، وفي بعض الحالات معلومات عن الأسعار. بينما يقوم المشترون بالتسجيل وإكمال ملف أساسي، وبعد ذلك يمكنهم إضافة مشاريع حسب احتياجاتها. سوف يقوم بعدها المشترون بتحديد طريقة الدفع سواء بالسعر الثابت أو بالساعة.

## مقالات متعلقة
- العمل الحر عبر الإنترنت
- فريلانسر.كوم
- تعهيد جماعي
- العمل عن بعد

## وصلات خارجية
- منصات عربية للعمل الحر
- العمل الحر والبطالة